# Rebecca Jarvis
Pour les articles homonymes, voir Jarvis.
 (avril 2014).
Rebecca Jarvis, née le 14 décembre 1981 à Minneapolis dans l'État du Minnesota, est une journaliste spécialisée dans la finance, et finaliste de la saison 4 de la série télévisée américaine The Apprentice. Elle est diplômée de l'université de Chicago en 2003.

## Vie privée
Connue par ses amis comme Becky, Rebecca Jarvis fait partie des 20 adolescents qui vont changer le monde, selon le magazine People. Elle a également été félicitée pour avoir levé la somme de 750 000 dollars pour une association de protection de l'enfance, dont font également partie Al Gore et Colin Powell. 

## The Apprentice
Durant la deuxième semaine du jeu, elle s'est cassé la cheville en jouant au hockey sur glace. Elle a porté un plâtre et marché avec des béquilles pour le reste de la compétition, qui a duré 39 jours pendant l'été 2005. Elle a cependant pu marcher normalement pendant la finale, qui a eu lieu 5 mois plus tard. Elle a perdu le jeu au profit de Randal Pinkett.

## Carrière professionnelle
Le 7 mars 2006, la chaîne économique CNBC a engagé Rebecca en tant que journaliste. Elle fut basée aux bureaux de la chaîne et commenta le NASDAQ et le NYMEX. Elle est apparue le 18 septembre et le 21 octobre 2009, jusqu'à ce que Brian Steel, commentateur de CNBC, annonce qu'elle a quitté la chaîne. Des rumeurs disent alors qu'elle aurait pu rejoindre CBS ou ABC.
Le 1er avril 2010, le Minneapolis Star Tribune annonce qu'elle travaillera désormais pour CBS où elle commentera The Early Show tous les samedis.